# (1923) Osiris
(1923) Osiris est un astéroïde appartenant à la ceinture principale située entre les orbites de Mars et de Jupiter. Son nom fait référence au dieu égyptien Osiris.
Il a été découvert le 24 septembre 1960 par Cornelis Johannes van Houten et Ingrid van Houten-Groeneveld de l'Université de Leyde, Pays-Bas, sur des plaques obtenues par Tom Gehrels avec le télescope de Schmidt de 122 mm de l'Observatoire Palomar, en Californie (États-Unis).